# Klaus Honnef
Klaus Honnef, né le 14 octobre 1939 à Tilsit, en province de Prusse-Orientale (aujourd'hui Sovetsk, en Russie), est un historien de l'art allemand, critique d'art, commissaire d'exposition et théoricien de la photographie artistique.
Il est l'auteur de nombreux ouvrages sur la peinture et la photographie contemporaines.

## Biographie
Diplômé du lycée en 1960 au Kaiser-Karls-Gymnasium d'Aix-la-Chapelle, Honnef étudie la sociologie et l'histoire à l'université de Cologne de 1960 à 1965. Déjà au cours de ses études, il travaille en tant que critique indépendant de cinéma, de théâtre et d’art pour le Aachener Nachrichten, le Kölnische Rundschau et le Düsseldorfer Nachrichten. En 1965, il devient rédacteur en chef et chef du département de la culture du Aachener Nachrichten. En collaboration avec le galeriste Will Kranenpohl, les artistes Benno Werth, Rune Mields et autres, il fonde en 1968 le Centre pour l'art contemporain - Oncoming Traffic dans la Theaterstraße 50 à Aix-la-Chapelle qu'il dirige jusqu'en 1970. Il y organise l'une des premières expositions institutionnelles en 1969 avec des œuvres de Gerhard Richter.
De 1970 à 1974, Honnef occupe le poste de directeur général du Westfälischer Kunstverein à Münster. Il organise ensuite des expositions comme Arte Concreta, Konzept ist die Form ou des expositions individuelles de projets progressistes de Lawrence Weiner, Sigmar Polke et Jörg Immendorff. En 1972, il est co-responsable, avec Konrad Fischer, à la Documenta 5 de Harald Szeemann du département « Idee + Idee/Licht ».
Au Rheinisches Landesmuseum Bonn, Honnef est responsable des expositions temporaires de 1974 à 1994, puis de 1994 à 1999, responsable du département de la photographie. À la Documenta 6 en 1977, il a co-organisé avec Evelyn Weiss les départements de peinture et de photographie. En remontant plus de 150 ans dans l’histoire de la photographie, il s'est intéressé au pouvoir créatif artistique de ce support.

## Prix
- 1988 : Chevalier de l'ordre des arts et de la lettre  de la République de France
- 2011 : Prix de la culture de la société allemande de photographie

## Liens Web
- (de) « Publications de et sur Klaus Honnef », dans le catalogue en ligne de la Bibliothèque nationale allemande (DNB).
- Brève biographie et courte bibliographie
- WDR 3 (Westdeutscher Rundfunk) Samstagsgespräch vom 16. April 2016